# 普莱施泰因
普莱施泰因（德語：Pleystein，發音：[ˈplaɪʃtaɪn] ⓘ）是德国巴伐利亚州上普法尔茨行政区瓦尔德纳布河畔诺伊施塔特县的城市，面积42.4平方千米，2023年12月31日人口为2,351人。